# ديفيد رين (مخرج)
ديفيد رين (بالإنجليزية: David Ren)‏ هو مخرج أمريكي، ولد في 5 نوفمبر 1986 في شانغهاي في الصين.

## وصلات خارجية
- ديفيد رين على موقع IMDb (الإنجليزية)
- ديفيد رين على موقع ألو سيني (الفرنسية)
- ديفيد رين على موقع أول موفي (الإنجليزية)
- ديفيد رين على موقع قاعدة بيانات الأفلام السويدية (السويدية)
- ديفيد رين على موقع قاعدة بيانات الفيلم (الإنجليزية)
- ديفيد رين على موقع كينوبويسك (الروسية)